# Dana Winner

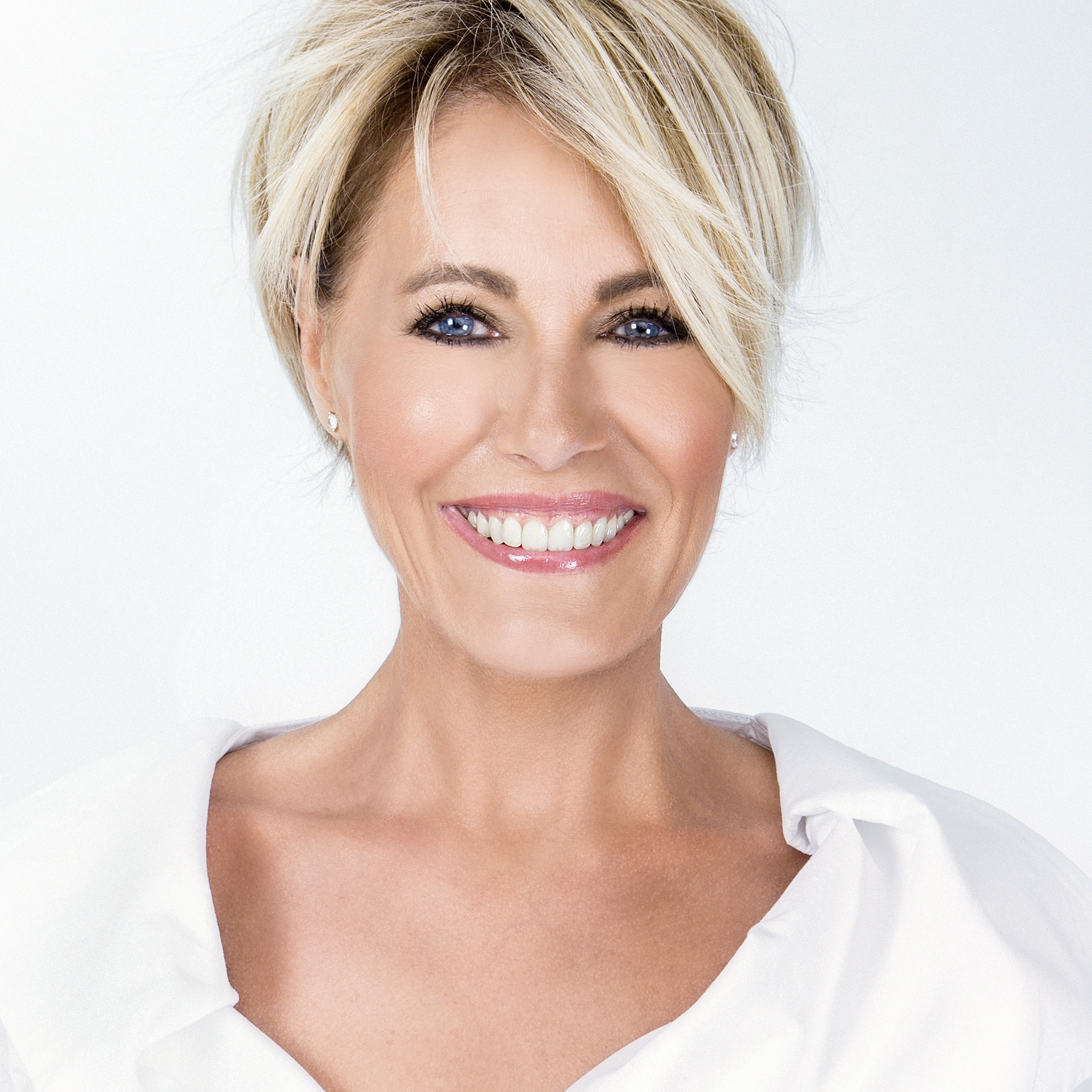

Dana Winner, właśc. Chantal Vanlee (ur. 10 lutego 1965 w Hasselt) – belgijska piosenkarka pochodzenia flamandzkiego, wykonująca przede wszystkim utwory w języku niderlandzkim.
W 1990 ukazał się jej pierwszy singiel „Op het dak van de wereld" („Na dachu świata"). Jest bardzo popularna w Królestwie Niderlandów, Królestwie Belgii, Niemczech i Republice Południowej Afryki.

## Wybrane albumy
- 1993 – Regenbogen
- 1994 – Mijn Paradijs
- 1995 – Regen Van Geluk
- 1996 – Waar Is Het Gevoel
- 1999 – Het Beste Van Dana Winner
- 2000 – Licht en Liefde
- 2005 – Beautiful life
- 2007 – Platinum Collection

## Wybrane utwory
- 1994 – Hopeloos en verloren
- 1998 – Geef me je droom
- 1999 – Vrij als een vogel
- 2003 – Mijn hart zingt van liefde
- 2006 – Kijk om je heen